# Lipce
Lipce je naselje u slovenskoj Općini Jesenicama. Lipce se nalazi u pokrajini Gorenjskoj i statističkoj regiji Gorenjskoj. 

## Stanovništvo
Prema popisu stanovništva iz 2002. godine naselje je imalo 264 stanovnika.